# Nature Photonics
Nature Photonics ist eine monatlich erscheinende wissenschaftliche Fachzeitschrift mit Peer-Review, die sich mit den Themenbereichen Optik und Physik befasst. Sie wird seit 2007 von der Nature Publishing Group herausgegeben. Chefredakteur der Zeitschrift, die sich thematisch mit der Photonik befasst, ist  Oliver Graydon.
Der Impact Factor für das Jahr 2016 liegt bei 37,852, der fünfjährige Impact Factor bei 38,910. Damit liegt das Journal beim Impact Factor auf Rang 1 von 92 wissenschaftlichen Zeitschriften in der Kategorie „Optik“ und auf Rang 2 von 147 Zeitschriften in der Kategorie „angewandte Physik“.